# Zelmira (nome)
Zelmira  è un nome proprio di persona italiano femminile.

## Varianti
- Femminili: Gelmira
- Maschili: Zelmiro[1], Gelmiro[2]

## Origine e diffusione
Questo nome si è diffuso per la popolarità di alcune opere teatrali, in particolare la Zelmira di Rossini del 1822. Etimologicamente, potrebbe essere un derivato del nome spagnolo Gelmiro, che è di origine germanica, composto dagli elementi gisal ("freccia") e meri, mir ("famoso", "illustre"), e può quindi essere interpretato come "arciere famoso"; alternativamente, il primo elemento può anche essere identificato in helm ("protezione", "elmo"), quindi "protettore sublime", o anche in gild ("pegno", "ostaggio").

## Onomastico
Nessun santo porta questo nome, che quindi è adespota; l'onomastico si può festeggiare il 1º novembre, in occasione di Ognissanti.